# Cecina
Cecina település Olaszországban, Toszkána régióban, Livorno megyében. Lakosainak száma 27 882 fő (2023. január 1.). Cecina Castellina Marittima, Casale Marittimo, Guardistallo, Montescudaio, Riparbella, Rosignano Marittimo és Bibbona községekkel határos.

## Népesség
A település lakossága az elmúlt években az alábbi módon változott:
| Lakosok száma | 28 111 | 28 112 | 27 882 |
|               | 2013   | 2018   | 2023   |